# 465年
| 千纪： | 1千纪                                                                                           |
| 世纪： | 4世纪 \| 5世纪 \| 6世纪                                                                         |
| 年代： | 430年代 \| 440年代 \| 450年代 \| 460年代 \| 470年代 \| 480年代 \| 490年代                       |
| 年份： | 460年 \| 461年 \| 462年 \| 463年 \| 464年 \| 465年 \| 466年 \| 467年 \| 468年 \| 469年 \| 470年 |
| 纪年： | 乙巳年（蛇年）；北魏和平六年；南朝宋永光元年，景和元年，泰始元年；柔然永康二年                  |

## 大事记
- 北魏文成帝駕崩，年幼的太子北魏獻文帝繼位，政權落入車騎大將軍乙渾手中。
- 宋前廢帝劉子業殺掉宋孝武帝戴法興，劉義恭等人惶恐不已，最終打算廢黜皇帝。事件遭沈慶之告發後，劉子業領兵到劉義恭府中將之殺害。

## 逝世
- 北魏文成帝拓跋濬，北魏太武帝拓跋燾的嫡孫。
- 陸麗，北魏文成帝時期高官，被乙渾所誅殺。
- 拓跋郁，北魏文成帝時期禁軍將領，被乙渾殺害。
- 戴法興，南朝宋時宋孝武帝寵臣。
- 劉義恭，宋武帝劉裕第五子。